# Lieuran-lès-Béziers
Lieuran-lès-Béziers település Franciaországban, Hérault megyében. Lakosainak száma 1483 fő (2022. január 1.). Lieuran-lès-Béziers Bassan, Béziers, Corneilhan, Espondeilhan, Puimisson és Puissalicon községekkel határos.

## Népesség
A település népességének változása:
| Lakosok száma | 653  | 801  | 964  | 1088 | 1429 | 1396 | 1396 | 1385 | 1380 | 1483 |
|               | 1968 | 1982 | 1990 | 2006 | 2013 | 2015 | 2017 | 2019 | 2020 | 2022 |